# Urophyllum glaucescens
Urophyllum glaucescens är en måreväxtart som beskrevs av Theodoric Valeton. Urophyllum glaucescens ingår i släktet Urophyllum och familjen måreväxter. Inga underarter finns listade i Catalogue of Life.